# Jaycee Okwunwanne
Jaycee John Akwani Okwunwanne (ur. 8 października 1985 w Lagos) – piłkarz bahrajński pochodzenia nigeryjskiego grający na pozycji napastnika.

## Kariera klubowa
Okunwanne urodził się w nigeryjskim Lagos. W młodym wieku wyemigrował do Bahrajnu i tam też rozpoczął karierę piłkarską w klubie Al-Ahli Manama. W 2005 roku zadebiutował w jego barwach w bahrajńskiej Premier League. W Al-Ahli grał przez półtora roku. Na początku 2007 roku został piłkarzem Al-Muharraq Sports Club. W 2007 i 2008 roku wywalczył z nim mistrzostwo Bahrajnu. Inne sukcesy, które osiągnął z Al-Muharraq, to: zdobycie Pucharu Bahrajnu w 2008 roku, Puchar Korony Księcia Bahrajnu w 2008 roku i zwycięstwo w AFC Cup w 2008 roku.
Latem 2008 roku Okunwanne przeszedł do belgijskiego Excelsioru Mouscron. 16 sierpnia 2008 roku zadebiutował w Jupiler League w wygranym 2:1 wyjazdowym meczu z A.F.C. Tubize i w debiucie zdobył gola. W Excelsiorze stał się podstawowym zawodnikiem i tworzył w nim linię ataku z Guillaume'em François. W 2009 roku został wolnym zawodnikiem, gdy jesienią tamtego roku klub zbankrutował.
Na początku 2010 roku Okunwanne odszedł do tureckiego Eskişehirsporu. Następnie grał w kuwejckim Al-Jahra SC, katarskim Al-Kharitiyath SC, rodzimym Al-Muharraq, katarskim Al-Mesaimeer SC oraz tajskich Bangkok United i Air Force FC.
| Sezon   | Klub               | Kraj      | Rozgrywki               | Mecze | Bramki |
| ------- | ------------------ | --------- | ----------------------- | ----- | ------ |
| 2005/06 | Al-Ahli Manama     | Bahrajn   | Bahraini Premier League | ?     | ?      |
| 2006/07 | Al-Ahli Manama     | Bahrajn   | Bahraini Premier League | ?     | ?      |
| 2006/07 | Al-Muharraq        | Bahrajn   | Bahraini Premier League | 14    | 4      |
| 2007/08 | Al-Muharraq        | Bahrajn   | Bahraini Premier League | 25    | 16     |
| 2008/09 | Excelsior Mouscron | Belgia    | Eerste Klasse           | 30    | 4      |
| 2009/10 | Excelsior Mouscron | Belgia    | Eerste Klasse           | 16    | 8      |
| 2009/10 | Eskişehirspor      | Turcja    | Süper Lig               | 12    | 2      |
| 2010/11 | Eskişehirspor      | Turcja    | Süper Lig               | 9     | 0      |
| 2010/11 | Al-Jahra SC        | Kuwejt    | Premier League          | 14    | 3      |
| 2011/12 | Al-Kharitiyath SC  | Katar     | Q-League                | 22    | 6      |
| 2012/13 | Al-Muharraq        | Bahrajn   | Bahraini Premier League | 14    | 4      |
| 2013/14 | Al-Kharitiyath SC  | Katar     | Q-League                | 25    | 10     |
| 2014/15 | Al-Mesaimeer SC    | Katar     | II liga                 | 18    | 21     |
| 2015    | Bangkok United     | Tajlandia | Thai Premier League     | 16    | 9      |
| 2016    | Bangkok United     | Tajlandia | Thai Premier League     | 25    | 20     |
| 2017    | Bangkok United     | Tajlandia | Thai Premier League     | 6     | 4      |
| 2018    | Air Force FC       | Tajlandia | Thai Premier League     | 14    | 2      |

## Kariera reprezentacyjna
W reprezentacji Bahrajnu Okwunwanne zadebiutował w 2006 roku. W 2007 roku został powołany przez selekcjonera Milana Máčalę do kadry na Puchar Azji 2007. W meczach kwalifikacji do mistrzostw świata w RPA strzelił 2 gole: z Malezją (4:1) i w barażu z Arabią Saudyjską (2:2).